# 沁园春·雪
《沁园春·雪》为1936年毛泽东在陕西时所作的一首词，1945年10月，毛泽东從延安赴重庆谈判，将诗作抄录送给诗人柳亚子，随后刊登在重庆各大报纸，广为流传。该词也被人民教育出版社出版选为语文教材九年级上册的必修课文。

## 历史背景
1935年12月25日，中国共产党在瓦窑堡召开了瓦窑堡会议，制定了抗日民族统一战线。1936年2月，毛泽东带领红军抗日先锋队从陕西北部出发，准备东渡黄河，开赴河北同日本帝国主义作战。在陕西北部的清涧县高杰村袁家沟，恰好下了一场大雪，毛泽东被周围的壮阔雪景深深感染，于是创作了这首气势磅礴的词章。
1945年8月25日，中共中央发表了《对日时局的宣言》，次日毛泽东起草了《中共中央关于同国民党进行和平谈判的通知》。8月28日，毛泽东、周恩来、王若飞等乘坐飞机抵达重庆，同中国国民黨进行了43天的长时间谈判。毛泽东在重庆的时间里，会见了诗人柳亚子，柳亚子多次写诗呈送并且索要毛泽东的诗作，毛泽东在红岩村用第十八集团军重庆办事处便笺手书一份《沁园春·雪》，又在纪念册上手书了一份并且送给柳亚子。柳亚子得到毛泽东回复后，对此诗欣喜万分，和诗一首，连同毛泽东原词一并交给重庆《新华日报》发表。报社考虑到发表毛泽东原词须请示在延安的毛泽东同意，只是将柳亚子的和词在11月11日的《新华日报》上刊出。柳亚子诗作发表，引起读者对毛泽东原作的好奇。时任重庆《新民报晚刊》副刊《西方夜谭》主编吴祖光的关注，吴祖光几经奔走将三个传抄本凑合得出，与毛泽东手迹略有出入，但仍在11月14日该报《新民报晚刊》副刊《西方夜谭》中刊登。吴祖光并在词后配跋文，称“毛润之氏能诗词似少为人知。客有抄得其沁园春咏雪一词者，风调独绝，文情并茂，而气魄之大乃不可及。”
毛泽东的传抄稿一经刊登，在重庆引起轰动。《大公报》将柳亚子和词与新民报晚刊上的《毛词沁园春》集于一起，再次刊登，引起人们争相传阅。一时传遍山城，引起很大轰动。该词发表后，和作50余首，评论20余篇。12月4日，中国国民党中央机关报《中央日报》刊登“围剿”毛泽东《沁园春·雪》的和词，由易君左等人主笔。同月，在重庆的王若飞将国民党批评毛泽东诗作文章整理寄给延安的毛泽东。毛泽东读后，12月29日，将这些和词转送黄齐生，并致信称“其中国民党骂人之作，鸦鸣蝉噪，可以喷饭，并付一观”。1957年1月，这首词经作者亲自审定后在《诗刊》发表。

## 评价
- 毛泽东对英文秘书林克说：“《沁园春·雪》这首词是反封建的，‘惜秦皇汉武，略输文采；唐宗宋祖，稍逊风骚’，是从一个侧面来批判封建主义制度的。”[11]
- 蒋廷黻：“毛澤東以爲他在二十世紀的中葉，還可功邁遠古的英雄帝王，使他們爲之暗淡無光。共産黨原是鄙棄中國固有文化的，毛澤東不顾孔子谴责战争和帝國主義的主张，特其一端而已。”[12]
- 陈布雷：“气势磅礴、气吞山河，可称盖世之精品。”[1][13]
- 蒋中正：“我看他毛泽东野心勃勃，想当帝王称王称霸，想复古，想倒退。”[1][13]
- 柳亚子：“中国有词以来第一手，虽苏、辛犹未能抗手，况余子乎？”[13]